# Irina Gierasimowa
Irina Gierasimowa, ros. Ирина Герасимова, gruz. ირინა გერასიმოვა (ur. 9 lutego 1964 w Kutaisi) – emerytowana radziecka pływaczka.

## Życiorys
Irina Gierasimowa urodziła się 9 lutego 1964 w Kutaisi w Gruzji. Po raz pierwszy pojawiła się w 1980 roku na Letnich Igrzyskach Olimpijskich w Moskwie w sztafecie 4 × 100 metrów stylem dowolnym, ale jej drużyna została zdyskwalifikowana za niewłaściwą zmianę.
W 1982 roku pojawiła się na mistrzostwach świata w Guayaquil w Ekwadorze, zdobywając brązowy medal w sztafecie 4 × 100 metrów stylem zmiennym, a rok później wystąpiła na mistrzostwach Europy w Rzymie, w których również zdobyła brązowy medal w konkurencji 200 metrów stylem zmiennym.
W 1983 roku została zwyciężczynią w wyścigach na 200 metrów i 400 metrów stylem zmiennym podczas zawodów sportowych w Uniwersjadzie.